# روپوش

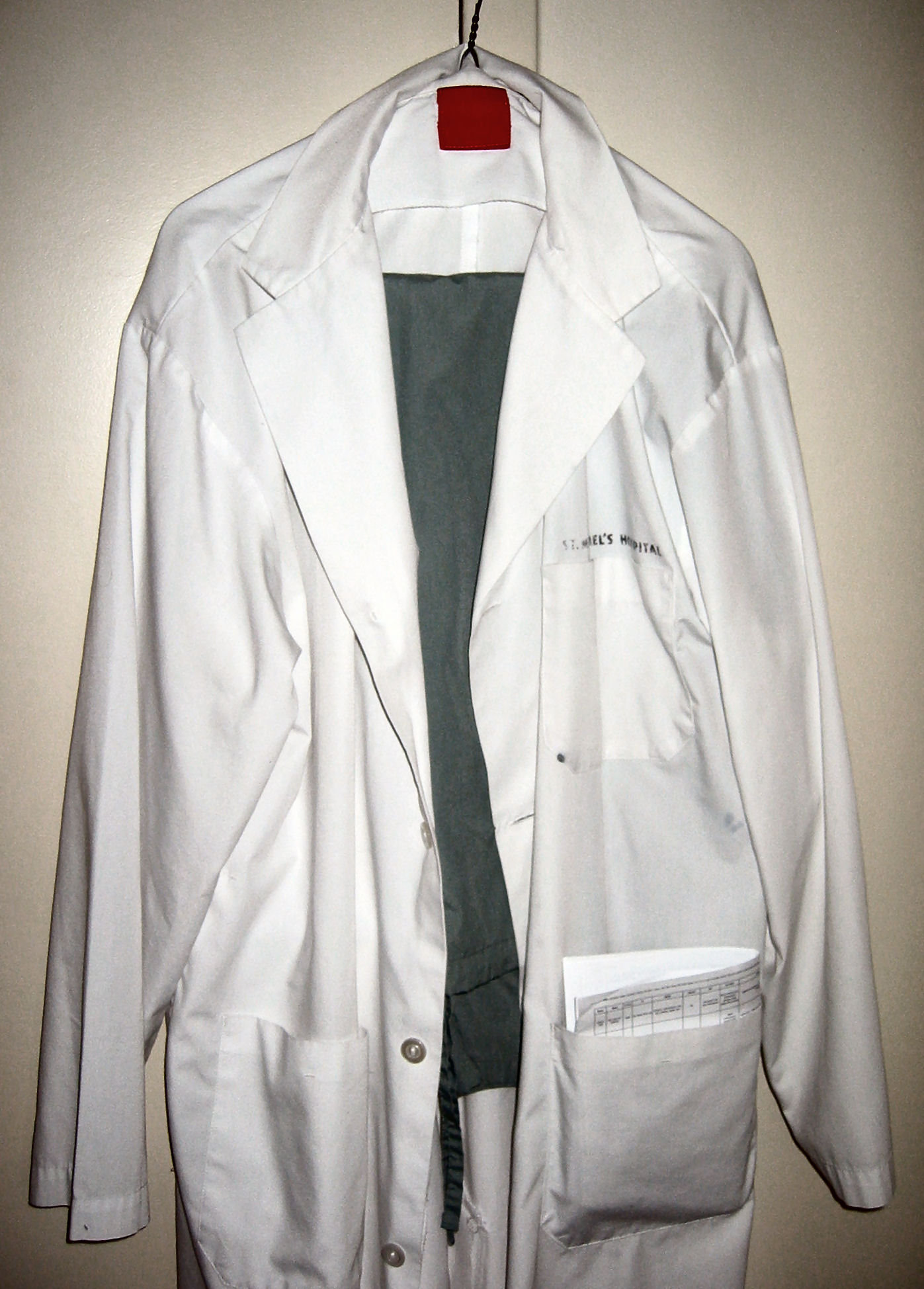
روپوش سفید پزشکی

 روپوش یک پوشاک بیرونی بلند و گشاد است که به‌طور معمول به عنوان خارجی‌ترین پوشش پوشیده می‌شود. این پوشاک معمولاً گشادتر از لباس زیرین و بر روی لباس شخصی پوشیده می‌شود به عنوان مثال توسط نقاش‌ها، روپوش پزشکان جراح هنگام عمل، روپوش پرستاران و کارگران یا روپوش سرآسپزها، یا توسط دختران دانش آموز پوشیده شده‌است. وظیفه اصلی روپوش حفاظت از بدن انسان در برابر خطرات احتمالی در محیط مانند:آب و هوا (مانند نور شدید آفتاب، سرما و گرمای بیش از اندازه و بارش برف و باران)، حشرات، مواد شیمیایی زیان آور، سلاح و سایش با مواد زبر و آسیب‌رسان و سایر خطرها یا گاهی به عنوان بخشی از لباس فرم مورد استفاده قرار می‌گیرد. روپوش در برابر بسیاری از مخاطرات که ممکن است بدن انسان را زخمی کند، محافظت می‌کند. در پاره‌ای از موارد روپوش محیط را از فردی که پوشاک را پوشیده حفاظت می‌کند (مانند پوشاک ضد عفونی شدهٔ محافظ در اتاق عمل و محیط‌های پزشکی). همچنین می‌تواند برای راحتی، حجب و حیا و نیز برای ایمنی استفاده شود. پوشیدنی‌ها همچنین می‌توانند نشان دهندهٔ باورهای مذهبی، فرهنگی و دیگر معانی اجتماعی باشند.